# Nguyễn Thị Kim Anh
Nguyễn Thị Kim Anh (sinh ngày 11 tháng 3 năm 1973) là nữ chính trị gia nước Cộng hòa xã hội chủ nghĩa Việt Nam. Bà hiện là Ủy viên Thường trực Ủy ban Khoa học, Công nghệ và Môi trường của Quốc hội, Đại biểu Quốc hội khóa XV từ Bắc Ninh, Phó Chủ tịch Nhóm nghị sĩ hữu nghị Việt Nam – Bulgaria. Bà từng là Vụ trưởng Vụ Pháp chế, Bộ Nông nghiệp và Phát triển nông thôn.
Nguyễn Thị Kim Anh là đảng viên Đảng Cộng sản Việt Nam, học vị Thạc sĩ Luật học, Cao cấp lý luận chính trị. Bà có hơn 20 năm công tác ngành pháp chế trước khi tham gia hoạt động tại Quốc hội.

## Xuất thân và giáo dục
Nguyễn Thị Kim Anh sinh ngày 11 tháng 3 năm 1973 tại phường Lam Sơn, thành phố Thanh Hóa, tỉnh Thanh Hóa, quê quán ở phường Ngọc Trạo, thành phố Thanh Hóa. Bà lớn lên và tốt nghiệp phổ thông ở Thanh Hóa, thi đỗ Trường Đại học Luật Hà Nội, học đại học và tốt nghiệp Cử nhân Luật, sau đó tiếp tục học cao học và nhận bằng Thạc sĩ Luật học. Bà được kết nạp Đảng Cộng sản Việt Nam vào ngày 12 tháng 1 năm 2005, trở thành đảng viên chính thức sau đó 1 năm, từng theo học các khóa chính trị ở Học viện Chính trị Quốc gia Hồ Chí Minh và tốt nghiệp Cao cấp lý luận chính trị. Hiện bà thường trú ở phường Láng Hạ, quận Đống Đa, Hà Nội.

## Sự nghiệp
Tháng 9 năm 1998, sau khi hoàn thành việc học tập, Nguyễn Thị Kim Anh ký kết hợp đồng lao động với Vụ Pháp chế của Bộ Thủy sản, là cán bộ hợp đồng. Sau đó nửa năm, vào tháng 4 năm 1999, bà là công chức, được bổ nhiệm làm Chuyên viên Vụ Pháp chế, Bộ Thủy sản, công tác liên tục cho đến tháng 6 năm 2006 thì thăng chức làm Phó Vụ trưởng Vụ Pháp chế. Ngày 31 tháng 7 năm 2007, Quốc hội khóa XII sáp nhập Bộ Thủy sản vào Bộ Nông nghiệp và Phát triển Nông thôn, bà được điều tới cơ quan mới, tiếp tục là Phó Vụ trưởng Vụ Pháp chế, Bộ Nông nghiệp và Phát triển nông thôn, kiêm nhiệm là Chủ tịch Công đoàn Vụ Pháp chế từ tháng 1 năm 2009. Tháng 7 năm 2012, bà được giao nhiệm vụ là Quyền Vụ trưởng Vụ Pháp chế, Bí thư Chi bộ, Ủy viên Ban Chấp hành Công đoàn cơ quan Bộ Nông nghiệp và Phát triển nông thôn, rồi chính thức là Vụ trưởng Vụ Pháp chế từ tháng 10 năm 2013. Trong giai đoạn này, bà còn là Ủy viên Ban Chấp hành Trung ương Hội Liên hiệp Thanh niên Việt Nam, Ủy viên Ban Chấp hành Đảng ủy Bộ Nông nghiệp và Phát triển nông thôn nhiệm kỳ 2016–2020, rồi Ủy viên Ban Thường vụ Đảng ủy Bộ Nông nhiệm kỳ 2020–2025.
Năm 2021, với sự giới thiệu của Bộ Nông nghiệp và Phát triển nông thôn, Nguyễn Thị Kim Anh tham gia ứng cử đại biểu Quốc hội từ Bắc Ninh, bầu cử ở đơn vị bầu cử số 3 gồm huyện Lương Tài, Gia Bình, Thuận Thành, rồi trúng cử Đại biểu Quốc hội khóa XV với tỷ lệ 76,98%. Ngày 23 tháng 7 năm 2021, bà được phê chuẩn làm Ủy viên Thường trực Ủy ban Khoa học, Công nghệ và Môi trường của Quốc hội, Phó Chủ tịch Nhóm nghị sĩ hữu nghị Việt Nam – Bulgaria.

## Khen thưởng
- Huân chương Lao động hạng Ba;